# بيدرو فلوريس (ملاكم)
بيدرو فلوريس (بالإسبانية: Pedro Flores)‏ مواليد 14 يناير 1951 في غوادالاخارا، هو ملاكم محترف مكسيكي معتزل كان يصنف ضمن فئة الوزن الخفيف. حقق بطولة رابطة الملاكمة العالمية.

## إحصائيات
خاض خلال مسيرته 26 نزالا، فاز في 17 ولم يتعادل وخسر في 9. فاز بالضربة القاضية في 5 نزالات.

## روابط خارجية
- بيدرو فلوريس على موقع بوكس ريك (الإنجليزية) (registration required)